# Вест-Пойнт (Вірджинія)
Вест-Пойнт (англ. West Point) — місто (англ. town) в США, в окрузі Кінг-Вільям штату Вірджинія. Населення — 3414 особи (2020).

## Географія
Вест-Пойнт розташований за координатами 37°33′8″ пн. ш. 76°48′6″ зх. д. / 37.55222° пн. ш. 76.80167° зх. д. (37.552283, -76.801800).  За даними Бюро перепису населення США в 2010 році місто мало площу 17,25 км², з яких 13,08 км² — суходіл та 4,17 км² — водойми.

## Демографія
Згідно з переписом 2010 року, у місті мешкало 3306 осіб у 1257 домогосподарствах у складі 908 родин. Густота населення становила 192 особи/км².  Було 1379 помешкань (80/км²).
Расовий склад населення:
| - 79,2 % — білих - 15,4 % — чорних або афроамериканців - 1,8 % — азіатів - 0,4 % — корінних американців - 1,0 % — осіб інших рас |

До двох чи більше рас належало 2,2 %. Частка іспаномовних становила 3,6 % від усіх жителів.
За віковим діапазоном населення розподілялося таким чином: 25,2 % — особи молодші 18 років, 58,7 % — особи у віці 18—64 років, 16,1 % — особи у віці 65 років та старші. Медіана віку мешканця становила 40,3 року. На 100 осіб жіночої статі у місті припадало 87,5 чоловіків;  на 100 жінок у віці від 18 років та старших — 83,1 чоловіків також старших 18 років.
Середній дохід на одне домашнє господарство  становив 62 939 доларів США (медіана — 62 734), а середній дохід на одну сім'ю — 73 205 доларів (медіана — 77 027). Медіана доходів становила 38 715 доларів для чоловіків та 43 106 доларів для жінок. За межею бідності перебувало 13,2 % осіб, у тому числі 22,2 % дітей у віці до 18 років та 14,0 % осіб у віці 65 років та старших.
Цивільне працевлаштоване населення становило 1685 осіб. Основні галузі зайнятості: будівництво — 25,7 %, освіта, охорона здоров'я та соціальна допомога — 24,3 %, роздрібна торгівля — 11,6 %, виробництво — 10,7 %.